# Бриц (Эберсвальде)
Бриц (нем. Britz) — община в Германии, в земле Бранденбург.
Входит в состав района Барним. Подчиняется управлению Бриц-Хорин. Население составляет 2156 человек (на 31 декабря 2010 года). Занимает площадь 15,34 км².
| Год  | Население |
| ---- | --------- |
| 2005 | 2312      |
| 2010 | 2201      |